# Архаймар

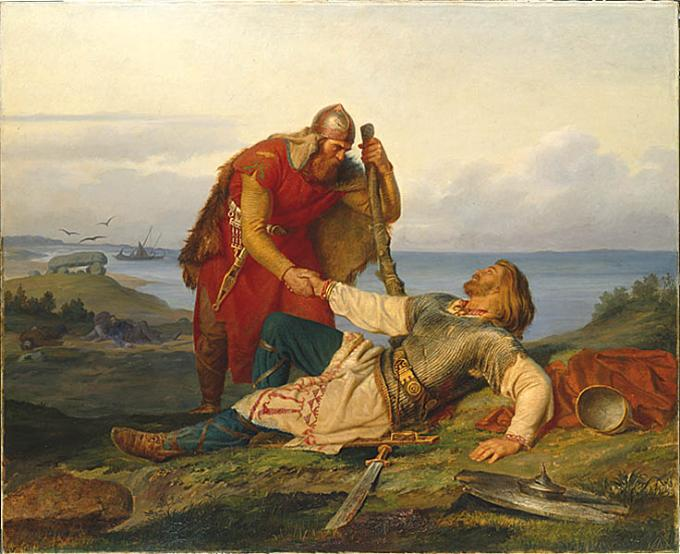
Сцена із саги про Гервер — прощання Одда Стріли з Хьяльмаром на острові Самсьо, (М. Вінге, 1866)

Архаймар (давньоскан. Árheimar) — легендарна столиця остготів, місто над Дніпром, згадана в Гервар Сага  як «місцевість, що зветься дім над рікою». Зруйноване гунами в 375 році. 

## Етимологія
Архаймар — з давньоскандинавської значить «дім над річкою». Отже, буквально йдеться про дім, а не місто.
В епосі континентальних германців столиця готів — Данарштадт — означає або «місто Донара», або «місто над Дніпром» (хоча давні скандинави називали Дніпро «Непр»).

## Розташування
У Наддніпрянщині відомі сотні пам'яток черняхівської культури, які свідчать про значну заселеність цієї території в часи перебування тут готів. Лише в межах сучасної Київщини їх відомо понад 400. Серед них переважають поселення, які налічували від кількох до декількох десятків будівель. Деякі з них розташовані на плато над Дніпром. Але тут невідомі населені пункти з культурними шарами III-IV cт., які можна визначити як міста.

### Біля Києва
Вона стояла на Дніпрі (ймовірно, на місці сучасного Києва). Після руйнування гунами на її місці з'явилася фортеця Ківи, що тюркською (гуни в основному говорили тюркською) означає просто «камінь, кам'яне укріплення» (цю версію походження Києва обстоював імперський історик Татіщев). Однак культурні шари IV ст. у центральній частині Києва невідомі.
У германській «Пісні про Аттілу» згадується столиця гунів Данпарстад, а біля нього ліс Мюрквід. У пісні про Гльода та Анґанта мовиться, що у володіннях Гейдріка в Гуналанді був знаменитий ліс Мюрквід, а біля нього — священні для готів могили та знаменита скеля у Данпарстаді.[джерело?]
Якщо Мюрквід розташовувався на кордоні з Гуналандом, то швидше за все ідеться про Чорний ліс на межі сучасних Черкащини і Кіровоградщини. У такому випадку київська локалізація столиці взагалі втрачає сенс. З точки зору готсько-гунського кордону, дивним виглядає те, що деякі дослідники ототожнюють Мюрквід з урочищем Білгород на правому березі річки Ірпінь (сучасне село Білогородка Києво-Святошинського району), де для оборони із заходу Києва у 991 році було побудовано місто Білгород.[джерело?]

### Башмачка в Надпоріжжі
Біля села Башмачка Солонянського району Дніпропетровської області (30 км на південь від Дніпра) над правим берегом Дніпра посередині дніпрових порогів розташоване одне з найбільш відомих поселень готів, що дає привід ототожнювати його зі столицею держави Оюм. Це поселення займає особливе місце серед поселень Черняхівської культури, яка ототожнюється з готською державою Оюм. Його центральна частина укріплена, на ній споруджено невелике городище (60х40 м). Тут же знайдено гігантський горн. Очевидно, тут була особлива майстерня. Цікаво, що місцеві жителі підтримували торговельні відносини з грецькими колоніями Причорномор'я. Знайдено залишки амфор, а в могильниках біля с. Волоське — римські монети.[джерело?]
Городище біля с. Башмачка в перший час, радше за все, мало дерев'яні стіни. Пізніше — кам'яні, укріплені вежами й ровом, викладеним каменем. У центрі укріплення знайдено фундамент для наземної прямокутної будови (6х4 м.), мабуть, не призначеної для житла (відсутнє вогнище). Можливо, це був один з храмів. Укріплення дуже нагадує римські укріплення з північного Причорномор'я — ще один слід тісних контактів із середземноморськими культурами. Поселення біля с. Башмачка було, очевидно, центром одного з черняхівських племен (готів), а скоріше — місцем проживання вождя і його дружини (II—V ст.).

### Берислав
За іншою версією, Данпарстад пов'язують з давньою козацькою Таванню у Бериславі.

### Витачів
За ще однією із версій, яка має характер екскурсоводського фольклору, Данпарстадт пов'язують із селищем Витачів Київської області, хоча культурні шари IV ст. тут невідомі. А знамениту скелю ототожнюють з горою Красуха, що розташована на березі Дніпра в межах сучасного села Витачів Обухівського району Київської області, яка, за переказами, була насипана готами в середині IV століття.[джерело?]